# Жюль Ришар (публицист)
Жюль Риша́р, псевдоним (фр. Jules Richard), настоящее имя Тома Жюль Ришар Майо (Thomas Jules Richard Maillot; 3 апреля 1825, Париж — 1899) — французский писатель
, журналист и публицист.

## Биография
Изучал право; служил в военном ведомстве (1843—1856); уволился, чтобы посвятить себя журнализму. Был сотрудником «Temps», «Figaro» и «Gaulois». До министерства Оливье был в оппозиции; с 1871 года стал решительным бонапартистом.

## Произведения
- «l’Armée d’Italie» (1850);
- «Trois mois de campagne» (1859),
- «Crimes domestiques» (1862),
- «Un péché de vieillesse» (1865),
- «Galère conjugale» (1866),
- «Le Bonapartisme sous la République» (1883),
- «l’Art de former une bibliothèque» (1883) — самая известная его книга.
- «Comment on a restauré l’Empire» (1884)
- «En campagne» (1885-88);
- «l’Armée française, types et uniformes d’Ed. Detaille» (1885-88);
- «le Bonapastisme sous la République» (1887);
- «l’Annuaire de la guerre» (1887);
- «Armée de la défense de Paris» (1889);
- «Salon militaire» (1888);
- «la Jeune Armée», (1890).